# Don't Shoot Me I'm Only the Piano Player
Don't Shoot Me I'm Only the Piano Player é o sexto álbum de estúdio do cantor e compositor britânico Elton John, lançado em 1973 sob o selo DJM Records.
O primeiro single, "Crocodile Rock", atingiu o topo das paradas nos Estados Unidos e Canadá. "Daniel" foi o maior sucesso do álbum e se tornou, ao passar dos anos, uma das canções mais notáveis da carreira de Elton John.
| Críticas profissionais | Críticas profissionais |
| Avaliações da crítica  | Avaliações da crítica  |
| Fonte                  | Avaliação              |
| ---------------------- | ---------------------- |
| Allmusic               | link                   |
| Robert Christgau       | C+ link                |
| Rolling Stone          | (favourable) link      |

## Faixas
Todas as canções foram escritas por Elton John e Bernie Taupin.

### Lado A
| N.º | Título                     | Duração |  |
| 1.  | "Daniel"                   | 3:52    |  |
| 2.  | "Teacher I Need You"       | 4:10    |  |
| 3.  | "Elderberry Wine"          | 3:33    |  |
| 4.  | "Blues for My Baby and Me" | 5:42    |  |
| 5.  | "Midnight Creeper"         | 3:55    |  |

### Lado B
| N.º | Título                        | Duração |  |
| 6.  | "Have Mercy on the Criminal"  | 5:57    |  |
| 7.  | "I'm Gonna Be a Teenage Idol" | 3:55    |  |
| 8.  | "Texan Love Song"             | 3:33    |  |
| 9.  | "Crocodile Rock"              | 3:58    |  |
| 10. | "High Flying Bird"            | 4:12    |  |

### Bônus
| N.º            | Título                                          | Duração |  |
| 11.            | "Screw You (Young Man's Blues)"                 | 4:43    |  |
| 12.            | "Jack Rabbit"                                   | 1:49    |  |
| 13.            | "Whenever You're Ready (We'll Go Steady Again)" | 2:51    |  |
| 14.            | "Skyline Pigeon" (Piano version)                | 3:56    |  |
| Duração total: | Duração total:                                  | 56:02   |  |